# جسر لانانغ
جسر لانانغ (بالإنجليزية: Lanang Bridge) هو جسر رئيسي يقع في سري أمان، سراوق، ماليزيا، ويعبر نهر راجانغ، أطول نهر في ماليزيا. يربط الجسر بين مدينة سِبو والمناطق الشمالية من سونغ وكابت.

## التصميم
يبلغ طول الجسر الإجمالي نحو 1,196 مترًا، وهو مصمم كجسر عارضة مسبق الإجهاد (pre-stressed concrete box girder). يحتوي على أربعة مسارات مخصصة لحركة المركبات.

## التاريخ
تم افتتاح الجسر رسميًا في 11 أبريل 2006، وكان جزءًا من مشروع لتحسين الربط بين ضفتي نهر راجانغ، ودمج المجتمعات في المناطق الريفية والحضرية.

## نظام الرسوم
عند افتتاحه، كان الجسر يخضع لنظام رسوم مرورية تُدفع عند العبور. وقد تعرّض نظام الرسوم لانتقادات من السكان المحليين بسبب التكلفة المرتفعة نسبيًا، خاصة أن الجسر كان يُستخدم بشكل يومي من قِبل السكان العاملين في المدينة.
- في 25 مايو 2015، تم إلغاء رسوم العبور رسميًا بعد قرار حكومي، مما لقي ترحيبًا واسعًا من سكان المنطقة.

## الأهمية
يمثل جسر لانانغ رابطًا حيويًا ضمن شبكة الطرق في سراوق، حيث يسهل حركة البضائع والمواصلات بين شمال وغرب سِبو. كما أنه جزء من مشروع تطوير البنية التحتية في شرق ماليزيا لتحسين الوصول إلى المناطق الداخلية.